# چاینا کلیپر
چاینا کلیپر (به انگلیسی: China Clipper) یک هواگرد ساختِ کارخانهٔ گلن ال. مارتین کمپانی در کشور ایالات متحده آمریکا است. این هواگرد برای نخستین بار در ۱ دسامبر ۱۹۳۴ میلادی مورد استفاده قرار گرفت.